# Mercy (singel Shawna Mendesa)
Mercy – drugi singel kanadyjskiego piosenkarza Shawna Mendesa, promujący jego drugi album studyjny, zatytułowany Illuminate. Po raz pierwszy został wydany 18 sierpnia 2016 roku przez wytwórnię Island Records, jako trzeci singel promocyjny. Ostatecznie jednak, Mendes wydał go 18 października, jako pełnoprawny singel. Twórcami tekstu utworu są Shawn Mendes, Teddy Geiger, Danny Parker oraz Ilsey Juber, natomiast jego produkcją zajęli się Geiger i Jake Gosling.
„Mercy” jest utrzymany w stylu muzyki rock. Singel był notowany na 23. miejscu na liście najlepiej sprzedających się singli w Kanadzie.

## Wykonania na żywo
22 września 2016 roku, piosenkarz zaprezentował piosenkę w The Tonight Show Starring Jimmy Fallon. Dzień później wystąpił w programie Today. 28 września wykonał utwór w talk-show The Late Late Show with James Corden. Następnie zaśpiewał „Mercy” w The X Factor UK, The X Factor Australia i Saturday Night Live.

## Notowania i certyfikaty
| Lista (2016–17)                        | Najwyższa pozycja |
| -------------------------------------- | ----------------- |
| Australia (Top 50 Singles)             | 13                |
| Austria (Ö3 Austria Top 40)            | 8                 |
| Belgia (Ultratop 50 Singles, Flandria) | 24                |
| Belgia (Ultratop 50 Singles, Walonia)  | 19                |
| Czechy (Rádio – Top 100)               | 3                 |
| Czechy (Singles Digitál – Top 100)     | 15                |
| Dania (Track Top-40)                   | 7                 |
| Francja (Top Singles & Titres)         | 168               |
| Holandia (Dutch Top 40)                | 5                 |
| Holandia (Single Top 100)              | 6                 |
| Irlandia (Singles Chart)               | 17                |
| Kanada (Billboard Canadian Hot 100)    | 23                |
| Niemcy (Media Control Charts)          | 16                |
| Norwegia (VG-Lista)                    | 16                |
| Nowa Zelandia (Recorded Music NZ)      | 18                |
| Polska (AirPlay – Top)                 | 71                |
| Portugalia (AFP)                       | 3                 |
| Słowacja (Rádio – Top 100)             | 7                 |
| Słowacja (Singles Digitál – Top 100)   | 18                |
| Stany Zjednoczone (Hot 100)            | 15                |
| Szwajcaria (Singles Top 100)           | 4                 |
| Szwecja (Sverigetopplistan)            | 20                |
| Węgry (Rádiós Top 40 játszási lista)   | 25                |
| Węgry (Single (track) Top 40 lista)    | 22                |
| Wielka Brytania (UK Singles Chart)     | 15                |
| Włochy (FIMI)                          | 17                |

| Lista (2016)                        | Najwyższa pozycja |
| ----------------------------------- | ----------------- |
| Australia (Top 100 Singles)         | 70                |
| Dania (Track Top-100)               | 69                |
| Holandia (Single Top 100)           | 71                |
| Niemcy (Media Control Charts)       | 93                |
| Lista (2017)                        | Najwyższa pozycja |
| Dania (Track Top-100)               | 75                |
| Holandia (Single Top 100)           | 88                |
| Kanada (Billboard Canadian Hot 100) | 84                |
| Stany Zjednoczone (Hot 100)         | 54                |
| Szwajcaria (Singles Top 100)        | 73                |
| Włochy (FIMI)                       | 98                |

| Państwo                  | Status             |
| ------------------------ | ------------------ |
| Australia (ARIA)         | 2× platynowa płyta |
| Belgia (BEA)             | platynowa płyta    |
| Dania (IFPI Dania)       | platynowa płyta    |
| Francja (SNEP)           | platynowa płyta    |
| Hiszpania (PROMUSICAE)   | złota płyta        |
| Niemcy (BVMI)            | platynowa płyta    |
| Norwegia (IFPI Norwegia) | 2× platynowa płyta |
| Nowa Zelandia (RMNZ)     | złota płyta        |
| Polska (ZPAV)            | 2× platynowa płyta |
| Stany Zjednoczone (RIAA) | 2× platynowa płyta |
| Szwecja (GLF)            | 3× platynowa płyta |
| Wielka Brytania (BPI)    | platynowa płyta    |
| Włochy (FIMI)            | 2× platynowa płyta |

## Historia wydania
| Region            | Data                 | Format                                           | Wytwórnia         | Źródło |
| ----------------- | -------------------- | ------------------------------------------------ | ----------------- | ------ |
| Stany Zjednoczone | 18 sierpnia 2016     | Digital download (wydany jako singel promocyjny) | Island, Universal | [ 56 ] |
| Stany Zjednoczone | 18 października 2016 | Contemporary hit radio                           | Island, Republic  | [ 57 ] |